# Daiane Bagé
Daiane Menezes Rodrigues (Bagé, 15 de abril de 1983) é uma futebolista brasileira. Atua como lateral-direita e zagueira no São José. É chamada carinhosamente de "Bagé" pelas companheiras de equipe. Com 36 anos, Daiane soma mais de dez anos (2002-2013) pela Seleção Brasileira e nove no São José (2010-2019), onde foi três vezes campeã da Copa Libertadores da América e campeã Mundial.

## Clubes
Daiane começou sua vida como futebolista na Associação Atlética Celeste, clube de futebol de salão da cidade de Bagé-RS, onde nasceu a jogadora. Profissionalmente começou no Grêmio Foot-Ball Porto Alegrense, em 2001, onde destacou-se atuando na defesa e foi convocada para a Seleção Brasileira Feminina Sub-20. Ficou apenas uma temporada em Porto Alegre antes de transferir-se para São Bernardo e, após boa campanha, ser convidada em 2005 para o Botucatu, onde permaneceu até 2009 e conquistou o tri-campeonato Paulista (2006, 2008 e 2009) e o vice-campeonato da Copa do Brasil em 2009.
Em 2010, quando chegou no São José, Daiane já tinha o status de capitã da seleção brasileira, não foi diferente no clube do interior de São Paulo. Foi vencedora de três edições do Campeonato Paulista de Futebol Feminino: 2012, 2014 e 2015, e duas vezes vice-campeã: 2010 e 2013. Do Campeonato Brasileiro de Futebol Feminino, também foram dois vice-campeonatos: 2013 e 2015. Na Copa Libertadores da América, por outro lado, foram três títulos: 2011, 2013 e 2014. Este último que levou a equipe para o Japão disputar o Mundial de Clubes, do qual saíram campeãs após vencer a equipe inglesa Arsenal por 2 a 0.

## Seleção
Logo quando chegou ao Grêmio em 2001, com 17 anos de idade, Daiane se destacou e foi convocada para a Seleção Brasileira Sub-20 para disputar a Copa do Mundo da categoria de 2002 e os Jogos Panamericanos de 2003. Apesar de ficar com o quarto lugar no Mundial, a zagueira conquistou a medalha de ouro em Santo Domingo, República Dominicana.
Com seguidas boas atuações, Daiane firmou-se com a amarelinha e em seus mais de dez anos de Seleção Brasileira conquistou o vice-campeonato da Copa do Mundo na China 2007 e disputou o Mundial na Alemanha em 2011, foi medalha de ouro nos Jogos Pan-Americanos de Rio de Janeiro 2007 e prata na edição em Guadalajara de 2011. Daiane também participou dos Jogos Olímpicos de Verão Londres 2012.